# Al-Quwa Al-Jawiya
Al-Quwa Al-Jawiya (Arabisch: القوة الجوية; letterlijk: Luchtmacht) is een Iraakse voetbalclub uit Bagdad. De club werd opgericht op 4 juli 1931 onder de naam Gipsy Moth en is daarmee de oudste voetbalclub van het land. De thuiswedstrijden worden gespeeld in het Al Quwa Al Jawiya stadion. De club won vijfmaal de Superliga (Irak), zevenmaal de Irak FA cup en bereikte driemaal de groepsronde van de Arabische Champions League. Al-Quwa Al-Jawiya won als enige Iraakse club de AFC Cup en deed dit driemaal (in 2016, 2017 en 2018).

## Erelijst
Nationaal
- League of the Institutes (tot 1974) / Premier League: (11)

1957/58, 1961/62, 1963/64, 1972/73, 1973/74, 1974/75, 1989/90, 1991/92, 1996/97, 2004/05, 2016/17
- Iraq FA Cup: (4)

1977/78, 1991/92, 1996/97, 2015/16
- Iraqi Elite Cup: (3)

1994, 1996, 1998
- Iraqi Super Cup:  (2)

1997, 2001
Internationaal
- AFC Cup: (3)

2016, 2017, 2018

## Rivaal
De rivaal van Al-Quwa Al-Jawiya is Al Zawraa

## Bekende spelers
- Nashat Akram
- Ammo Baba
- Hawar Mulla Mohammed
- Ali Abbas Al-Hilfi
- Humam Tariq